# Esconderijo

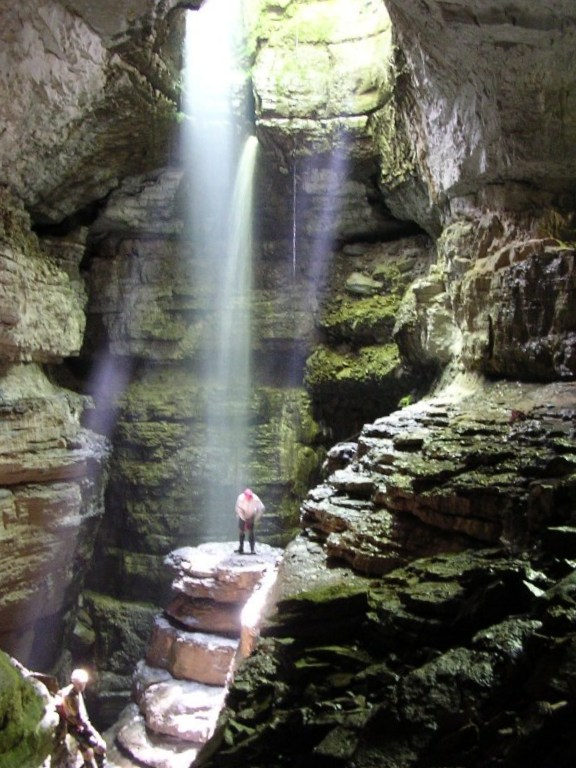
A caverna também pode ser considerada um esconderijo.

Esconderijo é o lugar criado pelo ser humano ou por outro animal para se esconder de algo ou de algum perigo. Animais que se utilizam de esconderijo são as aranhas, os ratos, os répteis. 

## Exemplos
- Na guerra do Vietnã os esconderijos foram utilizados pelos vietcongs para fugir das tropas americanas.[1]
- No século XIX, abolicionistas operavam esconderijos secretos na rede Underground Railroad para ajudar afro-americanos escravizados a escaparem para estados livres.[2]